# Robbie Kerr

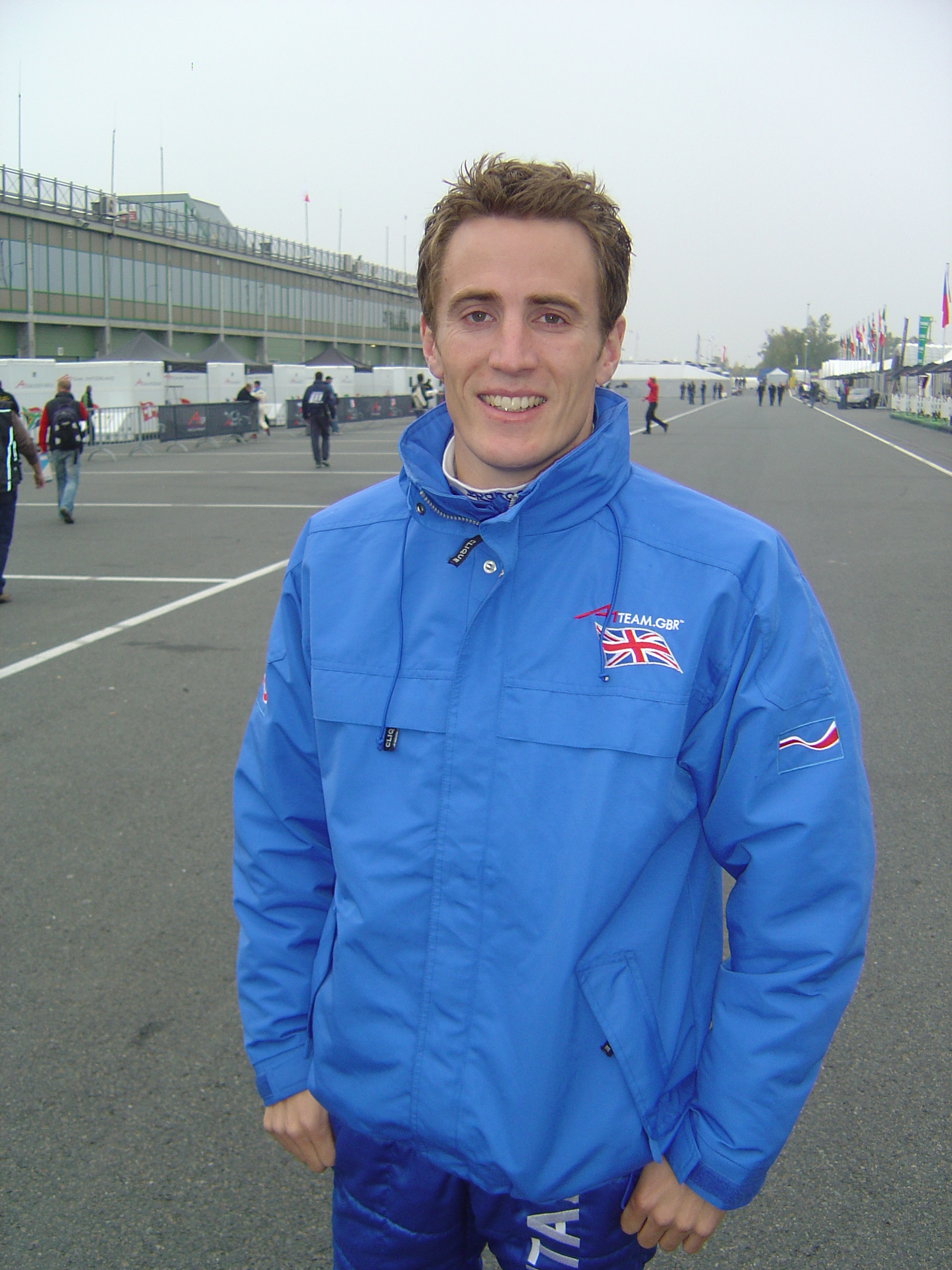
Robbie Kerr 2007

Robert Michael „Robbie“ Kerr (* 26. September 1979 in High Wycombe) ist ein ehemaliger britischer Automobilrennfahrer.

## Karriere
Robbie Kerr startete seine Karriere 1991 im Kartsport. 1997 wurde er Meister der britischen Formel First. 1998 fuhr er in der britischen Formel-Renault-Meisterschaft. 1999 und 2000 war er in der Formel Palmer Audi zu sehen; sein bestes Ergebnis erzielte er im Jahr 2000, als er Dritter der Gesamtwertung wurde. 2001 trat er in der britischen Formel-3-Meisterschaft an und entschied die Nationale Klasse für sich. 2002 wurde er Britischer Formel-3-Meister. 2003 trat er noch einmal bei einem Rennwochenende der britischen Formel 3 an und fuhr zudem ein Rennen im Porsche Supercup.
Nach einem kurzen Gastspiel in der Formel 3000, ebenfalls im Jahr 2003, bestritt Kerr neun Rennen im Formel Renault V6 Eurocup, von denen er eines gewann. In den folgenden Jahren wurde er zu einer tragenden Säule des Team Großbritannien in der neuen A1GP-Meisterschaft, in der er von 2005 bis 2008 regelmäßig am Start war und drei Siege erzielen konnte. 2005 erreichte er bei einem Einmalauftritt in der 3000 Pro Series sogleich den Sieg, 2006 fuhr er außerdem mit mäßigem Erfolg in der Formel Renault 3.5. 2007 folgte dann sein Debüt bei den 24 Stunden von Le Mans, bei denen er Rang zwei in der LMP2-Klasse feiern konnte. Von 2004 bis 2009 trat Kerr außerdem sporadisch in der Le Mans Series an. 2011 war er in der SPEED EuroSeries und damit nach wie vor im Prototypensport aktiv.
Kerr fungierte darüber hinaus im Winter 2008/2009 als Testfahrer des britischen Litespeed-F3-Teams.

## Statistik

### Le-Mans-Ergebnisse
| Jahr | Team           | Fahrzeug    | Teamkollege      | Teamkollege     | Platzierung | Ausfallgrund |
| ---- | -------------- | ----------- | ---------------- | --------------- | ----------- | ------------ |
| 2007 | Barazi Epsilon | Zytek 07S/2 | Adrián Fernández | Haruki Kurosawa | Rang 27     |              |

### Sebring-Ergebnisse
| Jahr | Team      | Fahrzeug | Teamkollege | Teamkollege | Platzierung | Ausfallgrund |
| ---- | --------- | -------- | ----------- | ----------- | ----------- | ------------ |
| 2012 | ADR-Delta | Oreca 03 | John Martin | Tor Graves  | Rang 11     |              |